# Parlament der Region Brüssel-Hauptstadt
Das Parlament der Region Brüssel-Hauptstadt (oder auch „Brüsseler Parlament“; bis 2006 „Rat der Region Brüssel-Hauptstadt“), französisch Parlement de la Région de Bruxelles-Capitale, niederländisch Parlement van het Brussels Hoofdstedelijk Gewest, ist aus 89 Regionalabgeordneten zusammengesetzt. 

## Aktives und passives Wahlrecht
Die Regionalabgeordneten werden direkt von der Bevölkerung für fünf Jahre in einem einzigen Wahlkreis, der sich über die neunzehn Gemeinden erstreckt, gewählt. Alle belgischen Staatsbürger, die in der Region Brüssel-Hauptstadt domiziliert sind und ihr 18. Lebensjahr erreicht haben, sind wahlberechtigt. In Belgien besteht darüber hinaus Wahlpflicht. Um sich für das Regionalparlament zur Wahl zu stellen, muss man dieselben Bedingungen erfüllen. Die Wahllisten sind einsprachig, d. h. entweder französisch- oder niederländischsprachig. Die Sprache der Wahlliste, auf der eine Person kandidieren will, muss zwingend mit der Sprache, in der der Personalausweis des Kandidaten ausgestellt wurde, übereinstimmen. Dem Wähler werden bei der Wahl alle Listen vorgelegt und er kann frei und geheim entscheiden, ob er für eine französisch- oder niederländischsprachige Liste stimmen will. Die letzten Wahlen fanden am 9. Juni 2024 statt.

## Sprachgruppen
Innerhalb des Parlamentes gibt es zwei Sprachgruppen, die französische Sprachgruppe mit 72 Sitzen und die niederländische Sprachgruppe mit 17 Sitzen. Die Abgeordneten werden je nach der Sprache der Wahlliste, auf der sie kandidiert haben, der einen oder der anderen Sprachgruppe zugeordnet. Die Einteilung in Sprachgruppen hat gewisse Folgen für die interne Organisation des Parlamentes (Vertretung in den Ausschüssen, …). Um Konflikte zwischen den Sprachgruppen vorzubeugen, gibt es die Möglichkeit der „Alarmglocke“, die auf Anfrage einer Dreiviertelmehrheit innerhalb einer Sprachgruppe die parlamentarische Prozedur aussetzt und die Regionalregierung damit beauftragt, innerhalb von 30 Tagen eine Lösung zu finden.
Die Zugehörigkeit zu der einen oder anderen Sprachgruppe hat auch Auswirkungen auf die Vertretung der Brüsseler Abgeordneten im Parlament der Französischen Gemeinschaft Belgiens bzw. im Flämischen Parlament. Die Vertreter dieser beiden Gemeinschaften werden tatsächlich nicht direkt von der Bevölkerung gewählt, sondern setzen sich aus allen wallonischen bzw. flämischen Regionalabgeordneten einerseits, und gewissen Abgeordneten des Brüsseler Parlamentes der französischen bzw. (eventuell) der niederländischen Sprachgruppe andererseits zusammen. Im Parlament der Französischen Gemeinschaft sind somit neben den 75 wallonischen Regionalabgeordneten auch 19 Brüsseler Abgeordnete vertreten, die von der französischen Sprachgruppe des Brüsseler Parlamentes bestimmt werden. Dies geschieht nach dem D’Hondt Verteilerschlüssel, der eine proportionale Vertretung aller im Brüsseler Parlament vertretenen Parteien sichert. Für das Flämische Parlament gelten seit 2001 andere Regeln, da es aus den 118 direkt gewählten flämischen Regionalabgeordneten und aus 6 Abgeordneten, die „ihren Wohnsitz auf dem Gebiet der Region Brüssel-Hauptstadt haben müssen und dort direkt in dieser Eigenschaft […] gewählt wurden“, zusammengestellt ist. Diese sechs Abgeordneten gehören also nicht zwangsläufig dem Parlament der Region Brüssel-Hauptstadt an. Des Weiteren gibt es in Flandern für die Flämische Gemeinschaft und für die Flämische Region nur ein einziges Parlament. Somit sind die besagten sechs Abgeordneten nicht stimmberechtigt, wenn das Flämische Parlament sich mit rein regionalen Zuständigkeiten befasst. Da sowohl die Französische als auch die Flämische Gemeinschaft über eine „konstitutive Autonomie“ verfügen, sind sie befugt, die Zusammensetzung ihrer Parlamente mittels eines Sonderdekretes (Zweidrittelmehrheit) zu ändern; in diesen Fällen muss jedoch immer das Verhältnis 19/75 bzw. 6/118 als parlamentarische Vertretung der Region Brüssel-Hauptstadt beibehalten werden.

## Gesetzgebende Gewalt
Die legislativen Beschlüsse des Parlamentes werden „Ordonnanzen“ genannt. Auch wenn Ordonnanzen im Prinzip denselben gesetzgeberischen Wert wie ein föderales Gesetz oder ein Dekret der anderen Gemeinschaften und Regionen besitzen, unterscheiden sie sich in einem bestimmten Punkt ganz wesentlich von diesen: Sie unterliegen der Kontrolle der gewöhnlichen Gerichte und Gerichtshöfe, die die Anwendung einer Ordonnanz verweigern können, wenn diese die Bestimmungen des Sondergesetzes über die Brüsseler Institutionen verletzt. Normalerweise ist diese Befugnis der judikativen Macht nur auf Erlasse und Verfügungen (der Exekutive) begrenzt. Die gewöhnlichen Gerichte und Gerichtshöfe kontrollieren somit die Verfassungsmäßigkeit der Ordonnanzen parallel zum Verfassungsgerichtshof, der alle Gesetze, Dekrete und auch Ordonnanzen wegen Verfassungswidrigkeit für nichtig erklären kann.

## Geschichte
Nach Durchführung der dritten belgischen Staatsreform und Verabschiedung des Sondergesetzes vom 12. Januar 1989 wurde die „Region Brüssel-Hauptstadt“ gegründet. Dieses Sondergesetz rief schlussendlich den „Rat der Region Brüssel-Hauptstadt“ (französisch Conseil de la région de Bruxelles-Capitale, niederländisch Raad van het Brussels Hoofdstedelijk Gewest) ins Leben.
Am 25. Februar 2005 wurde die Verfassung des Königreichs Belgien überarbeitet und diese trat am 11. März 2005 in Kraft. Gefolgt von einer Änderung des Sondergesetzes am 11. April 2006 über regionale und kommunale Institutionen. Diese Sondergesetz verwandelte den „Rat der Region Brüssel-Hauptstadt“ in das „Parlament der Region Brüssel-Hauptstadt“.

## Aktuelle Zusammensetzung des Parlamentes
Als Resultat der Wahl von 2024 ergab sich folgende Zusammensetzung:
| Französische Sprachgruppe                                  | Französische Sprachgruppe | Französische Sprachgruppe | Französische Sprachgruppe | Französische Sprachgruppe | Niederländische Sprachgruppe | Niederländische Sprachgruppe | Niederländische Sprachgruppe | Niederländische Sprachgruppe | Niederländische Sprachgruppe |
| Partei                                                     | Partei                    | Sitze                     | Sitze                     | Sitze                     | Partei                       | Partei                       | Sitze                        | Sitze                        | Sitze                        |
| Partei                                                     | Partei                    | nach der Wahl             | aktuell                   | +/−                       | Partei                       | Partei                       | nach der Wahl                | aktuell                      | +/−                          |
| ---------------------------------------------------------- | ------------------------- | ------------------------- | ------------------------- | ------------------------- | ---------------------------- | ---------------------------- | ---------------------------- | ---------------------------- | ---------------------------- |
|                                                            | MR                        | 20 Sitze                  | 20 Sitze                  | ▬                         | •                            | Groen                        | 4 Sitze                      | 4 Sitze                      | ▬                            |
| •                                                          | PS                        | 16 Sitze                  | 17 Sitze                  | ▲1                        |                              | Team Fouad Ahidar            | 3 Sitze                      | 3 Sitze                      | ▬                            |
|                                                            | PVDA-PTB                  | 15 Sitze                  | 14 Sitze                  | ▼1                        |                              | N-VA                         | 2 Sitze                      | 2 Sitze                      | ▬                            |
|                                                            | LE                        | 8 Sitze                   | 8 Sitze                   | ▬                         | •                            | OpenVLD                      | 2 Sitze                      | 2 Sitze                      | ▬                            |
| •                                                          | Ecolo                     | 7 Sitze                   | 7 Sitze                   | ▬                         |                              | Vlaams Belang                | 2 Sitze                      | 1 Sitz                       | ▼1                           |
| •                                                          | DéFI                      | 6 Sitze                   | 4 Sitze                   | ▼2                        | •                            | Vooruit.brussels             | 2 Sitze                      | 2 Sitze                      | ▬                            |
|                                                            | Unabh.                    | –                         | 2 Sitze                   | ▲2                        |                              | PVDA-PTB                     | 1 Sitz                       | 1 Sitz                       | ▬                            |
|                                                            |                           |                           |                           |                           |                              | CD&V                         | 1 Sitz                       | 1 Sitz                       | ▬                            |
|                                                            | Unabh.                    | –                         | 1 Sitz                    | ▲1                        |                              |                              |                              |                              |                              |
| Gesamt                                                     | Gesamt                    | 72 Sitze                  | 72 Sitze                  | ▬                         | Gesamt                       | Gesamt                       | 17 Sitze                     | 17 Sitze                     | ▬                            |
| Gesamt: 89 Sitze                                           |                           |                           |                           |                           |                              |                              |                              |                              |                              |
| Regierungsparteien sind mit einem Punkt (•) gekennzeichnet |                           |                           |                           |                           |                              |                              |                              |                              |                              |

## Sitzverteilungen

### Zusammensetzungen seit 1989
| Partei                       | Partei                                          | Wahl                      | Wahl                      | Wahl                      | Wahl                      | Wahl                      | Wahl                      | Wahl                      | Wahl                      |
| Partei                       | Partei                                          | 1989 *                    | 1995 *                    | 1999 *                    | 2004 *                    | 2009                      | 2014                      | 2019                      | 2024                      |
| Französische Sprachgruppe    | Französische Sprachgruppe                       | Französische Sprachgruppe | Französische Sprachgruppe | Französische Sprachgruppe | Französische Sprachgruppe | Französische Sprachgruppe | Französische Sprachgruppe | Französische Sprachgruppe | Französische Sprachgruppe |
| ---------------------------- | ----------------------------------------------- | ------------------------- | ------------------------- | ------------------------- | ------------------------- | ------------------------- | ------------------------- | ------------------------- | ------------------------- |
|                              | Mouvement Réformateur (MR)                      | 15 1                      | 15 2                      | 16 2                      | 25                        | 24                        | 18                        | 13                        | 20                        |
|                              | Parti Socialiste (PS)                           | 18                        | 17                        | 13                        | 26                        | 21                        | 21                        | 17                        | 16                        |
|                              | Parti du Travail de Belgique (PTB)              | –                         | –                         | –                         | –                         | –                         | 4                         | 10                        | 15                        |
|                              | Les Engagés (LE)                                | 9 3                       | 7 3                       | 6 3                       | 10 4                      | 11 4                      | 9 4                       | 6 4                       | 8                         |
|                              | Ecolo                                           | 8                         | 7                         | 14                        | 7                         | 16                        | 8                         | 15                        | 7                         |
|                              | Démocrate Fédéraliste Indépendant (DéFI)        | 12 5                      | 13 2                      | 11 2                      | –                         | –                         | 12 6                      | 10                        | 6                         |
|                              | DierAnimal                                      | –                         | –                         | –                         | –                         | –                         | –                         | 1                         | –                         |
|                              | Front National (FN)                             | 2 7                       | 6                         | 2                         | 4                         | –                         | –                         | –                         | –                         |
|                              | Front nouveau de Belgique (FNB)                 | –                         | –                         | 1                         | –                         | –                         | –                         | –                         | –                         |
|                              | Vivant                                          | –                         | –                         | 1                         | –                         | –                         | –                         | –                         | –                         |
| Gesamt                       | Gesamt                                          | 64                        | 65                        | 64                        | 72                        | 72                        | 72                        | 72                        | 72                        |
| Niederländische Sprachgruppe |                                                 |                           |                           |                           |                           |                           |                           |                           |                           |
|                              | Groen                                           | 1 8                       | – 8                       | – 9                       | 1 10                      | 2 10                      | 3                         | 4                         | 4                         |
|                              | Team Fouad Ahidar                               | –                         | –                         | –                         | –                         | –                         | –                         | –                         | 3                         |
|                              | Nieuw-Vlaamse Alliantie (N-VA)                  | –                         | –                         | –                         | – 11                      | 1                         | 3                         | 3                         | 2                         |
|                              | Open Vlaamse Liberalen en Democraten (Open Vld) | 2 12                      | 2 13                      | 1 14                      | 4 15                      | 4                         | 5                         | 3                         | 2                         |
|                              | Vlaams Belang                                   | 1 16                      | 2 16                      | 4 16                      | 6 16                      | 3                         | 1                         | 1                         | 2                         |
|                              | Vooruit.brussels                                | 2 17                      | 2 17                      | 2 9                       | 3 18                      | 4 19                      | 3 19                      | 3 20                      | 2                         |
|                              | Christen-Democratisch en Vlaams (CD&V)          | 4 21                      | 3 21                      | 3 21                      | 3 11                      | 3                         | 2                         | 1                         | 1                         |
|                              | Partij van de Arbeid (PVDA)                     | –                         | –                         | –                         | –                         | –                         | –                         | 1                         | 1                         |
|                              | Agora                                           | –                         | –                         | –                         | –                         | –                         | –                         | 1                         | –                         |
|                              | Volksunie (VU)                                  | 1                         | 1                         | 1 14                      | –                         | –                         | –                         | –                         | –                         |
| Gesamt                       | Gesamt                                          | 11                        | 10                        | 11                        | 17                        | 17                        | 17                        | 17                        | 17                        |

## Vorsitz
Nachfolgend findet sich eine Liste der Vorsitzenden des Parlaments der Region Brüssel-Hauptstadt. Von 1989 bis 2006 hieß dieses „Rat der Region Brüssel-Hauptstadt“ (französisch Conseil de la région de Bruxelles-Capitale, niederländisch Raad van het Brussels Hoofdstedelijk Gewest).
| Name | Name                    | Beginn der Amtszeit | Ende der Amtszeit | Partei | Partei |
| ---- | ----------------------- | ------------------- | ----------------- | ------ | ------ |
| 1    | Edouard Poullet         | 12. Juli 1989       | 21. Mai 1995      |        | PSC    |
| 2    | Armand De Decker        | 23. Juni 1995       | 13. Juni 1999     |        | PRL    |
| 3    | Magda De Galan          | 14. Juli 1999       | 13. Juni 2004     |        | PS     |
| 4    | Éric Tomas              | 19. Juli 2004       | 7. Juni 2009      |        | PS     |
| 5    | Françoise Dupuis        | 16. Juli 2009       | 25. Mai 2014      |        | PS     |
| 6    | Charles Picqué          | 10. Juni 2014       | 26. Mai 2019      |        | PS     |
| 7    | Rachid Madrane          | 18. Juli 2019       | 9. Juni 2024      |        | PS     |
| 8    | Bertin Mampaka Mankamba | 26. Juni 2024       | amtierend         |        | MR     |